# Tancrède Voituriez
Tancrède Voituriez, né en 1968 est un écrivain et économiste français, spécialiste du commerce agricole et du développement.

## Biographie
Tancrède Voituriez est né en 1968 à Nouméa (Nouvelle-Calédonie, territoire français). Il vit actuellement à Paris (France). Il travaille à l'Institut du Développement Durable et des Relations International (IDDRI) et enseigne à Sciences Po Paris dans la Paris School of International Affairs (PSIA). Tancrède Voituriez a réalisé de nombreux ouvrages.  

## Œuvres
- Les grandes perturbations surviennent dans les régions où l'atmosphère est d'ordinaire instable ou Les cochons de la colère, Paris, Éditions Grasset et Fasquelle, 2003, 247 p.  (ISBN 2-246-64091-1)
- L’Engagement, Paris, Éditions Grasset et Fasquelle, 2007, 337 p.  (ISBN 978-2-246-72171-0)
- Les Lois de l'économie, Paris, Éditions Grasset et Fasquelle, 2010, 201 p.  (ISBN 978-2-246-76261-4)[2]
- L’Invention de la pauvreté, Paris, Éditions Grasset et Fasquelle, 2013, 464 p.  (ISBN 978-2-246-80049-1)
- L’Empire du ciel, Paris, Éditions Grasset et Fasquelle, 2016, 160 p.  (ISBN 978-2-246-85862-1)
- Piraterie, Paris, Éditions Grasset, 2021, 304 p.  (ISBN 978-2-246-82271-4)